# Eoperla ochracea
Eoperla ochracea és una espècie d'insecte pertanyent a la família dels pèrlids i l'única del gènere Eoperla.
Ocupa altituds mitjanes i baixes a la península Ibèrica (entre 165 i 1.000 m sobre el nivell del mar).
És una espècie estrictament mediterrània: llevat d'Itàlia, es troba a l'Àfrica del Nord, la península Ibèrica (des de Tarragona fins als rius Tavizna i Majaceite -conca del riu Guadalete a Cadis-), el sud de França, Macedònia del Nord, Grècia i l'Àsia Menor.
Aquesta espècie va ésser catalogada l'any 1996 com "en perill de desaparició a la península Ibèrica", tot i que les recents captures fan pensar en una millor situació pel que fa al seu estat actual de conservació. A nivell mundial, no és una espècie escassa i, fins i tot, sembla estar ben representada en algunes àrees com el Peloponès (Grècia).